# Tecnologia espacial

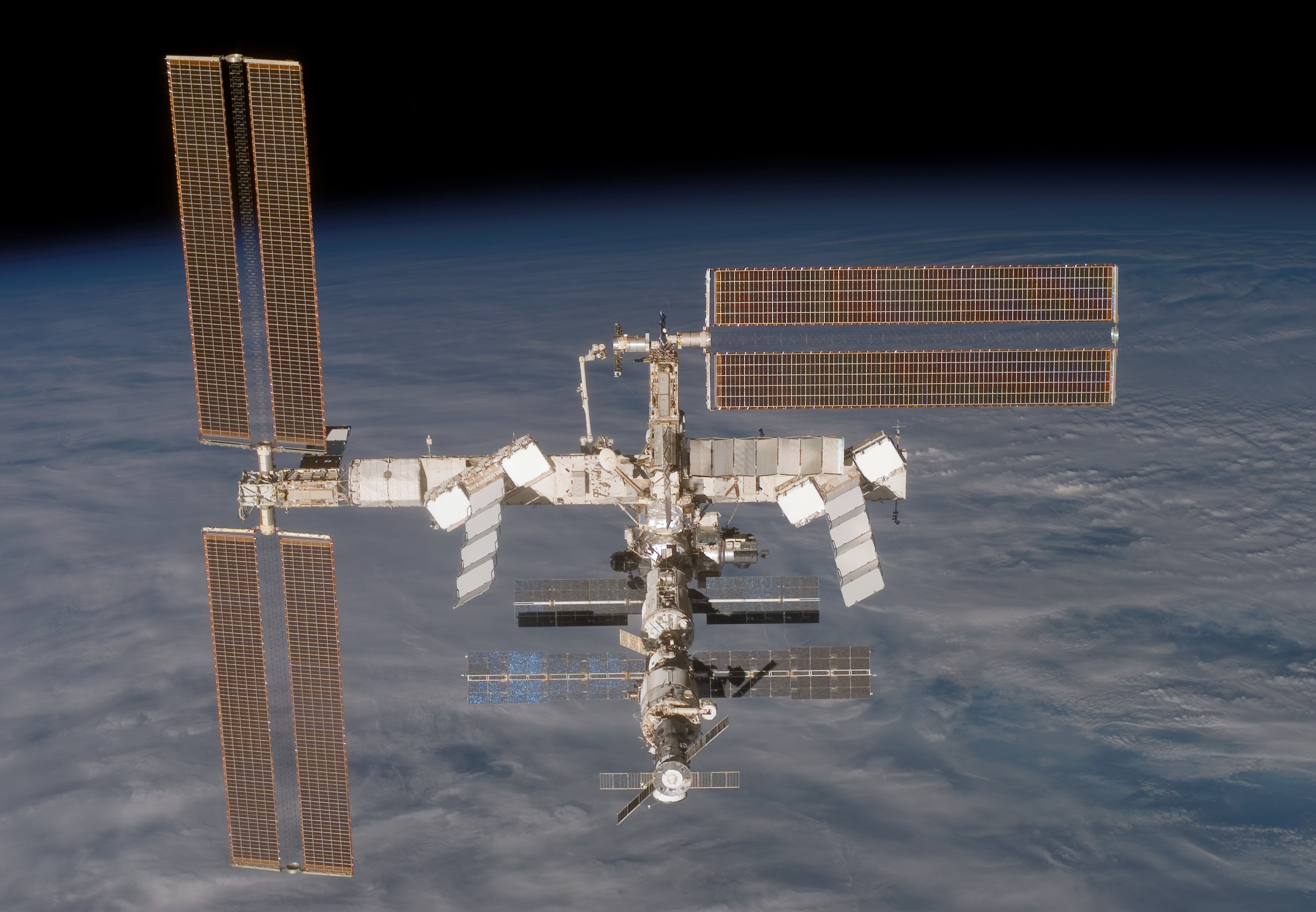
Un exemple dels diversos aspectes de la tecnologia espacial: l'Estació Espacial Internacional, el 2006.

La tecnologia espacial és una tecnologia que està relacionada amb la introducció i recuperació d'objectes o formes de vida des de l'espai.
Tecnologies quotidianes com ara la previsió meteorològica, teledetecció, sistemes GPS, televisió per satèl·lit, i alguns sistemes de comunicacions de llarga distància, depenen críticament d'infraestructura espacial. Les ciències d'astronomia i de la Terra (a través de sensors remots) sobretot es beneficien de la tecnologia espacial.
Ordinadors i telemesura una vegada van ser tecnologies de punta que es podrien haver considerat com «tecnologia espacial», a causa del seu caràcter crític a coets acceleradors i naus espacials. Que existien abans de la cursa espacial de la Guerra Freda (entre l'URSS i els EUA), però el seu desenvolupament es va accelerar enormement per satisfer les necessitats dels programes espacials de les dues grans superpotències. Tot i que encara s'utilitzen avui en naus espacials i míssils, les aplicacions més prosaiques, com el control remot (a través de la telemetria) dels pacients, xarxes d'abasteciment d'aigua, condicions de les carreteres, etc i l'ús generalitzat d'ordinadors supera amb escreix les seves aplicacions espacials en quantitat i varietat d'aplicacions.
L'espai és ambient tan estrany que tractar de treballar-hi exigeix tècniques noves i coneixement. Noves tecnologies d'origen espacial o accelerades pels esforços relacionats amb l'espai són sovint explotades posteriorment en altres activitats econòmiques. Això ha estat àmpliament assenyalat com un benefici pels defensors de les activitats espacials i els entusiastes d'afavorir la inversió de fons públics en aquestes activitats i programes. Opositors polítics diuen que seria molt més barat desenvolupar tecnologies específiques directament si són beneficioses i critiquen aquesta justificació de les despeses públiques en la investigació relacionada amb l'espai.

## Tecnologia espacial específica
- Escut tèrmic ablatiu
- Aerobot (Sonda planetària suspesa en l'atmosfera.)
- Aerofrenada
- Impulsador (vegeu també MBI)
- Centrifugadora
- Estructura de servei
- Vol espacial tripulat
- Coet en rail
- Lunar rover
- Mars Rover
- Satèl·lit artificial
  - Satèl·lit de comunicacions
  - Satèl·lit d'observació terrestre
  - Sistema de navegació per satèl·lit
  - Televisió per satèl·lit
  - Satèl·lit de telecomunicacions

## Les futures tecnologies espacials
- Mineria d'asteroides
- Single stage to orbit (SSTO)
- Energia solar espacial
- Llançament espacial sense coet
- Fabricació espacial